# Strandrätt
För reglering av tillgång till strandnära områden, se Strandskydd
Strandrätt kallas den rätt över strandade fartyg eller på stranden uppkastat gods, vilken i äldre tid ansågs tillkomma den stat, inom vars område strandningen ägt rum eller godset påträffats, stundom också inbyggarna vid kusten. 
Grunden till denna rätt torde vara att söka i den germanska uppfattningen av främlingen såsom varande rättslös och hans egendom till följd därav såsom herrelös. Strandrätten utsträcktes någon gång ända därhän, att skeppsbruten besättning var hemfallen till träldom. 

## Strandrätt i svensk lag
I sin råaste form har inte denna rätt funnits i svensk lag. Dock i de äldsta lagarna erkändes ägarens rätt i fråga om gods, som drivit på strand, även om han fick avstå en del till den, som fann det. 1667 års sjölag stadgade att, där strandat fartyg eller å land drivet eller i sjön uppfiskat gods tillhörde svensk man eller vänskaplig främmande makts undersåte, ägaren fick taga sitt åter, om han anmälde sig inom natt och år, men tillhörde fartyget eller godset "någon rikets ovän och fiende" eller sjörövare, eller anmälde sig icke ägaren inom natt och år, då ägde konungen det behålla – bärgaren i varje fall förbehållen rätt till bärgarlön. 
Den tidigare lagstiftningen i Vattenlagen är sedan 1998 överförd till Miljöbalken
Skeppsvrak räknas som fornminne om det är minst 100 år gammalt. Det kan vara såväl fynd i sjö och hav som fynd i marken. Fornminnen är skyddade enligt fornminneslagen.